# Om mani padme hum

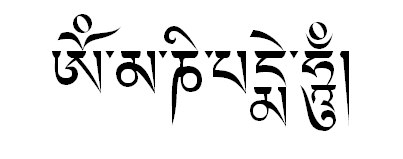
El mantra en idioma tibetano.

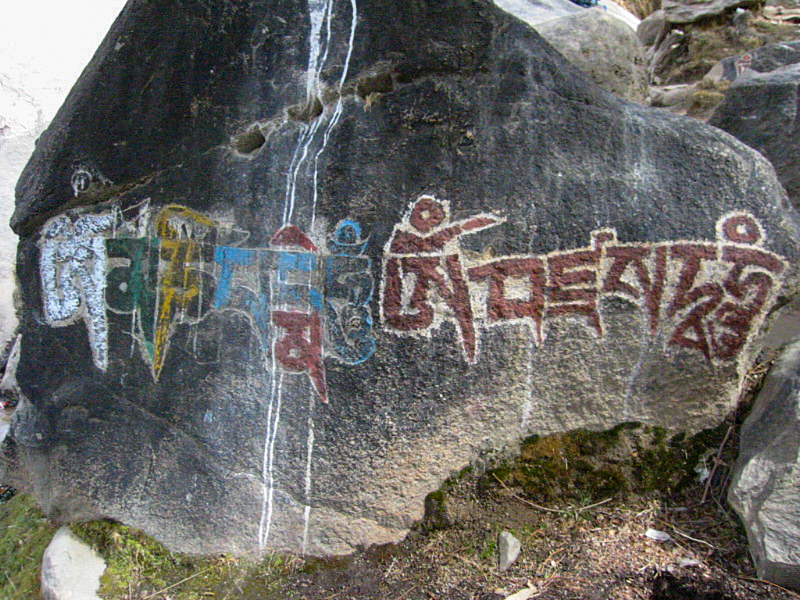
"Om mani padme hum", escrito en tibetano.

Om mani padme hum (sánscrito ॐ मणिपद्मे हूँ, oṃ maṇipadme hūṃ) es probablemente el mantra más famoso del budismo, el mantra de seis sílabas del bodhisattva de la compasión, Avalokiteshvara (en sánscrito) o Chenrezig (en tibetano).
El mantra se asocia en particular con la representación de cuatro brazos Shadakshari de Avalokiteshvara. Se dice que el dalái lama es una reencarnación de Avalokiteshvara, razón por la cual el mantra es particularmente venerado por sus seguidores.

## Pronunciación
Este es el sonido del mantra de la manera que lo canta un refugiado de Tíbet: Formato "wav" Archivado el 23 de septiembre de 2015 en Wayback Machine. y Formato "real audio" Archivado el 15 de septiembre de 2013 en Wayback Machine..

## Transliteraciones
En el inglés y otros idiomas, el mantra es transliterado de varias maneras, dependiendo de la escuela del budismo y los maestros individuales. Entre las posibles transliteraciones hay las siguientes:
- sánscrito: ॐ मणि पद्मे हूँ  — oṃ maṇi padme hūṃ
- inglés: Om mani padme hum, om mani padme hung  y sus variantes.
- tibetano: ཨོཾ་མ་ཎི་པ་དྨེ་ཧཱུྃ། – om ma ni pe me hung o hum  (pronunciación tibetana donde se refleja la sílaba "pad" པད་ se pronuncia "pe")
- chino: 唵嘛呢叭咪吽 — ǎn má ní bā mī hōng  (la transliteración china usa caracteres para representar aproximadamente sonidos)
- coreano: 옴마니 반메훔 — eom mani panme hum  (pronunciación coreana)
- japonés: オンマニハツメイウン — on mani hatsu mei un  (pronunciación japonesa)
- mongol: Ум маани бадми хум — um maani badmi khum
- vietnamita: Úm ma ni bát ni hồng o án ma ni bát mê hồng

## Significado e interpretación
Los mantras son interpretados de varias maneras por sus practicantes, o simplemente como meras secuencias de sonidos cuyos efectos caen fuera de una posible definición estricta. Aunque este mantra en muchas ocasiones se traduce como "la joya en el loto", en otras se traduciría como "Om la joya en el loto Hum."
Un practicante podría expandir el significado del mantra, determinando por ejemplo que las seis sílabas representan la purificación de los seis reinos de la existencia:
| Sílaba | Seis pāramitā      | Purifica                                 | Reino Samsárico     | Colores  | Símbolo de la Deidad                                | (Desearles) Que nazcan en                        |
| ------ | ------------------ | ---------------------------------------- | ------------------- | -------- | --------------------------------------------------- | ------------------------------------------------ |
| Om     | Meditación / Dicha | Orgullo/ego                              | Reino de los Deva   | Blanco   | Sabiduría                                           | Reino Perfecto de Potala                         |
| Ma     | Paciencia          | Envidia / Lujuria por el entretenimiento | Reino de los Asura  | Verde    | Compasión                                           | Reino Perfecto de Potala                         |
| Ni     | Disciplina         | Pasión / deseo                           | Reino humano        | Amarillo | Calidad y actividad del cuerpo, habla y pensamiento | Dewachen                                         |
| Pad    | Sabiduría          | Estupidez / prejuicio                    | Reino animal        | Azul     | Ecuanimidad                                         | En la presencia del Protector (Chenrezig)        |
| Me     | Generosidad        | Pobreza / deseo de poseer                | Reino de los Pretas | Rojo     | Dicha                                               | Reino Perfecto de Potala                         |
| Hum    | Diligencia         | Agresión / odio                          | Reino Naraka        | Negro    | Calidad de Compasión                                | En la presencia del Trono de Loto (de Chenrezig) |

### Definición en el Karaṇḍa Vyūha Sūtra
La primera descripción del mantra que se le conoce aparece en el Karandavyuha Sutra, un componente de ciertos cánones Mahayana tales como el tibetano. Sobre este sutra, el Buda Gautama comenta, "Es el mantra más beneficioso. Yo mismo llevé a cabo esta aspiración a todos los millones de Budas y subsiguientemente recibí esta enseñanza del Buda Amitabha." ver

### Definición del Dalái lama

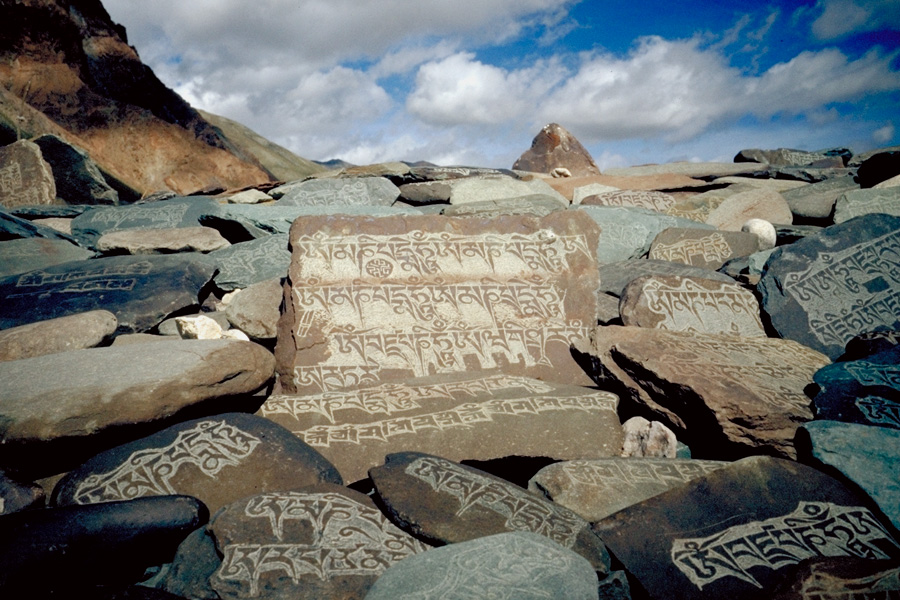
A lo largo de los caminos de Zanskar, el viajero se encuentra frecuentemente con muros en los que está esculpido el mantra "Om Mani Padme Hum". Estas estructuras pétreas son una compilación de losas exquisitamente esculpidas, todas con la misma inscripción. Según la doctrina budista, estos muros deben ser rodeados desde el lado izquierdo en el sentido de las agujas del reloj.

El XIV dalái lama escribe así sobre el mantra:

Es muy bueno recitar el mantra «Om Mani Padme Hum», pero mientras lo haces, debes pensar en su significado, porque el significado de sus seis sílabas es grande y extenso...

La primera, «Om» [...] simboliza el cuerpo, habla y mente impura del practicante; también simboliza el cuerpo, habla y mente pura y exaltada de un Buddha[...]
El camino lo indican las próximas dos sílabas. «Mani», que significa «joya», simboliza los factores del método -- la intención altruista de lograr la claridad de mente, compasión y amor.[...]
Las dos sílabas, «Padme», que significan «loto», simbolizan la sabiduría[...]
La pureza debe ser lograda por la unidad indivisible del método y la sabiduría, simbolizada por la sílaba final «Hum», la cual indica la indivisibilidad[...]

De esa manera las seis sílabas, «Om Mani Padme Hum», significan que en la dependencia de la práctica de un camino que es la unión indivisible del método y la sabiduría, tú puedes transformar tu cuerpo, habla y mente impura en cuerpo, habla y mente pura y exaltada de un Buddha[...]

### Definición de Patrul Rinpoche
El mantra Om Mani Pädme Hum es fácil de decir pero muy poderoso, porque contiene la esencia de todas las enseñanzas. Cuando dices la primera sílaba Om está bendecida para ayudarte a lograr la perfección en la práctica de la generosidad. Ma ayuda a perfeccionar la práctica de la ética pura, y Ni ayuda a conseguir la perfección en la práctica de la tolerancia y paciencia. Päd, la cuarta sílaba, te ayuda a lograr la perfección en la perseverancia. Me te ayuda a lograr la perfección en la práctica de la concentración. La sexta y última sílaba Hum te ayuda a lograr la perfección en la práctica de la sabiduría.

De esta manera, recitar el mantra ayuda a lograr la perfección en las seis prácticas, desde la generosidad hasta la sabiduría. El camino de las seis perfecciones es el camino seguido por todos los Buddhas de los tres tiempos. ¿Qué puede tener más significado que recitar el mantra y lograr las seis perfecciones?

### Definición de Karma Thubten
Karma Thubten Trinley comenta:

Estas son las seis sílabas que evitan la reencarnación en los seis reinos de la existencia cíclica. Se traduce literalmente a 'OM la joya en el loto HUM'. OM evita la reencarnación en el reino de los Devas (dioses), MA evita la reencarnación en el reino de los Asuras (demonios), NI evita la reencarnación en el reino humano, PAD evita la reencarnación en el reino animal, ME evita la reencarnación en el reino de los fantasmas hambrientos, y HUM evita la reencarnación en el purgatorio.